# جون أندرسون (لاعب كرة قدم مواليد 1929)
جون أندرسون (بالإنجليزية: Johnny Anderson)‏ (مواليد 8 ديسمبر 1929) هو لاعب كرة قدم. يلعب مع منتخب اسكتلندا لكرة القدم. سبق له أن لعب في كأس العالم لكرة القدم مع منتخب بلاده.

## مسيرته الكروية
لعب جون أندرسون خلال مسيرته الاحترافية مع نادِ واحدٍ في أحد عشر موسمًا ولم يسجل خلالها أي هدف ضمن 261 مباراة. ولم يفز بأي موسم بالكأس أو بالدوري.
خاض جون أندرسون مسيرته مع نادي ليستر سيتي في موسم 1948–49 ليلعب معه أحد عشر موسمًا، مشاركًا في 261 مباراة ولم يسجل أي هدف.

## روابط خارجية
- جون أندرسون على موقع الاتحاد الإسكتلندي (الإنجليزية)
- جون أندرسون على موقع قاعدة بيانات كرة القدم.إي يو (الإنجليزية)
- جون أندرسون على موقع ناشيونال فوتبول تيمز (الإنجليزية)
- جون أندرسون على موقع Soccerway.com (الإنجليزية)
- جون أندرسون على موقع عالم كرة القدم.نت (الإنجليزية)